# Distrito senatorial de San Juan I
El Distrito Senatorial de San Juan I es uno de los ocho distritos senatoriales de Puerto Rico. Es actualmente representado por Nitza Morán y Juan Oscar Morales del Partido Nuevo Progresista.

## Perfil del distrito
El Distrito Senatorial cubre toda la ciudad capital de San Juan, así como Aguas Buenas, y algunas regiones de Guaynabo. Tiene una población de aproximadamente 462,035.
En distribuciones anteriores, el territorio cubierto por el Distrito Senatorial ha sido distinto. Originalmente, el Distrito sólo cubrió la ciudad capital de San Juan. En la redistribución de 1983, el sector de Sabana Llana de San Juan fue asignado al Distrito de Carolina, pero luego fue reasignado a San Juan otra vez en 1991.
En la redistribución de 2002, algunas regiones de Guaynabo fueron asignadas al distrito, y en la redistribución más reciente (2011), el municipio de Aguas Buenas fue asignado al distrito. Durante la redistribución de 2022 el distrito mantuvo una composición similar al solo añadirse ciertos barrios del municipio de Guaynabo.

## Senadores
| Elección         | Senador | Senador                | Partido                     | Senador                   | Senador                   | Partido                     |
| ---------------- | ------- | ---------------------- | --------------------------- | ------------------------- | ------------------------- | --------------------------- |
| 1972             |         | Sila Nazario de Ferrer | Partido Nuevo Progresista   |                           | Juan A. Palerm Alfonzo    | Partido Nuevo Progresista   |
| 1976             |         | Oreste Ramos           | Partido Nuevo Progresista   |                           | Juan A. Palerm Alfonzo    | Partido Nuevo Progresista   |
| 1980             |         | Oreste Ramos           | Partido Nuevo Progresista   | Rolando Silva             | Partido Nuevo Progresista |                             |
| 1984             |         | Oreste Ramos           | Partido Nuevo Progresista   | Rolando Silva             | Partido Nuevo Progresista |                             |
| 1988             |         | Oreste Ramos           | Partido Nuevo Progresista   | Rolando Silva             | Partido Nuevo Progresista |                             |
| 1992             |         | Oreste Ramos           | Partido Nuevo Progresista   | Rolando Silva             | Partido Nuevo Progresista |                             |
| Especial de 1996 |         | Oreste Ramos           | Partido Nuevo Progresista   | Luis Felipe Vásquez Ortiz | Partido Nuevo Progresista |                             |
| 1996             |         | Jorge Santini Padilla  | Partido Nuevo Progresista   |                           | Junior González           | Partido Nuevo Progresista   |
| 2000             |         | Margarita Ostolaza     | Partido Popular Democrático |                           | José A. Ortiz Daliot      | Partido Popular Democrático |
| 2004             |         | Roberto Arango         | Partido Nuevo Progresista   |                           | Carlos Díaz               | Partido Nuevo Progresista   |
| 2008             |         | Roberto Arango         | Partido Nuevo Progresista   | Kimmey Raschke Martínez   | Partido Nuevo Progresista |                             |
| Especial de 2012 |         | Liza Fernández         | Partido Nuevo Progresista   | Kimmey Raschke Martínez   | Partido Nuevo Progresista |                             |
| 2012             |         | José Nadal Power       | Partido Popular Democrático |                           | Ramón Luis Nieves         | Partido Popular Democrático |
| 2016             |         | Henry Neumann Zayas    | Partido Nuevo Progresista   |                           | Miguel Romero Lugo        | Partido Nuevo Progresista   |
| 2020             |         | Henry Neumann Zayas    | Partido Nuevo Progresista   | Nitza Morán Trinidad      | Partido Nuevo Progresista |                             |
| Especial de 2022 |         | Juan Oscar Morales     | Partido Nuevo Progresista   | Nitza Morán Trinidad      | Partido Nuevo Progresista |                             |
| 2024             |         | Juan Oscar Morales     | Partido Nuevo Progresista   | Nitza Morán Trinidad      | Partido Nuevo Progresista |                             |

## Resultados electorales
|  | 0.00 % |

|  | 0.00 % |

|  | 0.00 % |

|  | 0.00 % |

|  | 0.00 % |

|  | 0.00 % |

|  | 0.00 % |

|  | 100 % |

|  | 74.38 % |

|  | 25.62 % |

Causada a raíz de la renuncia del senador Henry Neumann Zayas, efectiva el 30 de junio de 2022.
|  | 20.05 % |

|  | 16.69 % |

|  | 13.31 % |

|  | 13.12 % |

|  | 12.60 % |

|  | 11.81 % |

|  | 6.79 % |

|  | 5.64 % |

|  | 100 % |

|  | 25.01 % |

|  | 24.49 % |

|  | 20.16 % |

|  | 20.11 % |

|  | 3.24 % |

|  | 3.19 % |

|  | 2.07 % |

|  | 1.75 % |

|  | 100 % |

|  | 24.57 % |

|  | 24.16 % |

|  | 22.69 % |

|  | 22.28 % |

|  | 1.88 % |

|  | 1.76 % |

|  | 0.97 % |

|  | 0.88 % |

|  | 0.25 % |

|  | 0.56 % |

|  | 100 % |